# Norman Reinhardt
Norman Reinhardt (geboren in Hickory, North Carolina) ist ein US-amerikanischer Opernsänger (Tenor).

## Leben
Norman studierte am Asbury College und an der University of Kentucky, wo er mit einem Bachelor of Music abschloss. 
Er wurde in das Houston Grand Opera Studio aufgenommen und fand rasch die Möglichkeit zu Auftritten in Hauptrollen an diesen Opernhaus. Er sang dort lyrische und Belcanto-Partien, wie den Arbace in Mozarts Idomeneo, den Ernesto in Donizettis Don Pasquale und den Lucano in Monteverdis L’incoronazione di Poppea. Reinhardt wurde für sein klares Timbre und seine starke Bühnenpräsenz, er ist beim texanischen Publikum sehr beliebt und kehrt regelmäßig an der Houston Grand Opera zurück, unter anderem als Lysander in Brittens A Midsummer Night’s Dream oder als Bénédicte in Berlioz’ Béatrice et Bénédict. 
Von 2009 bis 2012 war Norman Reinhardt Ensemblemitglied an der Oper Leipzig, wo er sich als lyrischer Tenor bzw. im Fach des Tenore di grazia etablieren konnte. Er erarbeitete sich ein breites Mozart-Repertoire, darunter Tamino in der Zauberflöte, Don Ottavio im Don Giovanni und Ferrando in Così fan tutte. Er übernahm in Leipzig auch den Grafen Almaviva in Rossinis Il barbiere di Siviglia, den Lenski in Tschaikowskis Eugen Onegin, den Alfredo in Verdis La traviata und den Alfred in der Fledermaus von Johann Strauss. Weiters war er in an diesem Haus auch als Jack O’Brien in der Moritat Aufstieg und Fall der Stadt Mahagonny von Bertolt Brecht und Kurt Weill zu hören und zu sehen. 
Nach dem Leipziger Festengagement erschloss sich zu einer Karriere als freier Sänger, die ihn unter anderem ans Theater Basel und ans Stadttheater Gießen, ans Nationaltheater in Prag und ans Slowakische Nationaltheater in Bratislava sowie an die Opéra de Lille führte, weiters an die Garsington Opera, zu den Bregenzer und zu den Salzburger Festspielen sowie an einige Opernhäuser in den Vereinigten Staaten. In Lille sang er den Alfredo, beim Garsington Opera Festival den Belmonte in Mozarts Entführung aus dem Serail und in Prag feierte er einen großen persönlichen Erfolg als Essex in Brittens selten gespielter Oper Gloriana.
Norman Reinhardt tritt regelmäßig in Österreich auf: Im Theater an der Wien gastierte er 2010 in einer konzertanten Aufführung von Offenbachs La Grande-Duchesse de Gérolstein und 2015 als Arturo in einer Christof-Loy-Inszenierung von Bellinis La straniera. 2013 und 2014 war er ein vielgelobter Tamino in Die Zauberflöte auf der Seebühne der Bregenzer Festspiele, in der Abschiedsinszenierung von David Pountney, es dirigierte der US-Amerikaner Patrick Summers. 2016 debütierte er bei den Salzburger Pfingstfestspielen und den dortigen Sommerfestspielen als Tony in Bernsteins West Side Story. Die Maria wurde von Cecilia Bartoli gesungen, es inszenierte Philip Wm. McKinley, es spielte das Simón Bolívar Symphony Orchestra of Venezuela, dirigiert von Gustavo Dudamel.
In der Schweiz war Reinhardt bislang in einigen Rollen am Theater Basel zu sehen und zu hören: 2012 als Váňa Kudrjáš in Janáčeks Káťa Kabanová und 2013 als Des Grieux in Massenets Manon, weiters als Fritz in Offenbachs La Grande-Duchesse de Gérolstein. Reinhardt kehrt auch regelmäßig in sein Heimatland zurück und singt dort nach wie vor an der Houston Grand Opera – 2011 als Jaquino in Beethoven Fidelio, 2014 als Cassio in Verdis Otello, 2015 als Lenski in Tschaikowskis Eugen Onegin und 2016 als Enoch Snow in Carousel nach Liliom von Ferenc Molnár, vertont von Richard Rodgers. Er wurde aber von den Opernhäusern in Central City, Kansas City und Salt Lake City verpflichtet, als Erster Tenor in Wells Die sieben Todsünden, als Nemorino in Donizettis L’elisir d’amore und als Tom Rakewell in Strawinskis The Rake’s Progress. Letztere Rolle verkörperte er 2014 auch an der Oper Leipzig.
Er hat unter Dirigenten wie Paolo Arrivabeni, Harry Bickett, Jesús López Cobos, Stephen Lord und Ulf Schirmer gesungen und mit einer Reihe namhafter Regisseure zusammengearbeitet, darunter Irina Brook, Jürgen Flimm, Peter Konwitschny, Christoph Marthaler, Damiano Michieletto, Laurent Pelly und James Robinson.
Für 2016 sind Debüts an der Hamburgischen Staatsoper (als Nemorino) und am Théâtre des Champs-Élysées in Paris (als Pollione in Bellinis Norma) angekündigt. 2017 folgt das Rollendebüt als Leicester in Rossinis Elisabetta regina d’Inghilterra – zuerst im Theater an der Wien, dann an der Opéra royal de Versailles.